# Germanor
Germanor fou una revista o butlletí publicada a Xile. Fundada al Centre Català de Santiago de Xile per emigrants catalans a principis del segle xx; continuà durant l'exili de republicans catalans. Col·laborà sovint a la revista Frederic Margarit i Pascual, periodista, empresari i soci fundador del Centre Català de Santiago de Xile. El novel·lista i traductor Domènec Guansé i Salesas en fou director (1945). L'assagista Josep Ferrater i Móra també hi escrigué sovint. Es publicà amb interrupcions entre 1912 i 1963.